# Немања Крушевац
Немања Крушевац (Краљево, 28. августа 1998) српски је фудбалер, који тренутно наступа за Златибор из Чајетине. Висок је 173 центиметра и игра у везном реду.

## Каријера

### Почеци
Крушевац је био члан млађих селекција фудбалских клубова клубова Слоге из Краљева и Борца из Чачка. Након кадетског узраста за који је наступао до 2015, Крушевац је лета исте године уступљен локалном чачанском нижелигашу, Слободи, током јесењег дела сезоне 2015/16. Паралелно са младом екипом за коју је наступао током тог периода, Крушевац је био прикључен и првом тиму овог клуба, за такмичење у Зони Морава. Након истека позајмице вратио се у матични Борац и ту остао до краја сезоне. Средином 2016, пред почетак наредне такмичарске године, Крушевац је прешао у Металац из Горњег Милановца. Он је, потом, сезону 2016/17. провео као члан омладинског састава овог клуба, док је за време зимске паузе тренирао са првим тимом. По завршетку сезоне и окончању омладинског стажа, Крушевац се вратио у родно Краљево, где се прикључио сениорској екипи Слоге. За Слогу је наступао као бонус играч током првог дела сезоне 2017/18. и на тај начин забележио 12 наступа у зонском такмичењу, док је на утакмици 7. кола, против крагујевачке Славије, проглашен играчем утакмице.

### Будућност Добановци
Крушевац се, након преговора са Будућношћу из Добановаца почетком 2018, у редове тог клуба преселио пред наставак сезоне 2017/18. За екипу Будућности по први пут се нашао у протоколу Прве лиге Србије на утакмици 23. кола, на гостовању екипи Бежаније, када је ушао у игру на почетку другог полувремена. Он се, потом, у протоколу нашао још неколико пута, док је до краја сезоне уписао још два наступа, од чега је на сусрету претпоследњег кола, против Синђелића, одиграо свих 90 минута. Крушевац се на отварању сезоне 2018/19. нашао у стартној постави екипе Будућности, против Бечеја, а на терену га је заменио Жарко Јеличић у 75. утакмице. Након утакмица 2. и 3. кола, које је пропустио, те сусрета са ужичком Слободом у оквиру 4. недеље такмичења, који је провео на клупи за резервне играче, Крушевац је клуб напустио као слободан играч у последњим данима прелазног рока.

### Трајал
Почетком септембра 2018. Крушевац је приступио екипи Трајала. За клуб је званично дебитовао у претколу Купа Србије, против Радничког из Пирота, коју је његов тим изгубио резултатом 1 : 0. Он је потом забележио и свој први лигашки наступ за клуб неколико дана касније, ушавши у игру у другом полувремену утакмице против Жаркова. Крушевац је до краја календарске 2018. уписао укупно 4 званична наступа за Трајал, а почетком наредне године, одазвао се првој прозивци тренера Горана Лазаревића након зимске паузе. На првој припремној утакмици, одиграној против Темнића из Варварина, постигао је један од погодака у победи свог тима резултатом 4 : 1.

## Статистика

#### Клупска
Ажурирано 25. априла 2020.
| Клуб                      | Сезона   | Лига             | Лига    | Лига   | Национални куп | Национални куп | Европа  | Европа | Остало  | Остало | Укупно  | Укупно |
| Клуб                      | Сезона   | Дивизија         | Наступа | Голова | Наступа        | Голова         | Наступа | Голова | Наступа | Голова | Наступа | Голова |
| ------------------------- | -------- | ---------------- | ------- | ------ | -------------- | -------------- | ------- | ------ | ------- | ------ | ------- | ------ |
| Слобода Чачак (позајмица) | 2015/16. | Зона Морава      | 1       | 0      | —              | —              | —       | —      | —       | —      | 1       | 0      |
| Металац Горњи Милановац   | 2016/17. | Суперлига Србије | 0       | 0      | 0              | 0              | —       | —      | —       | —      | 0       | 0      |
| Слога Краљево             | 2017/18. | Зона Морава      | 12      | 0      | —              | —              | —       | —      | —       | —      | 12      | 0      |
| Будућност Добановци       | 2017/18. | Прва лига Србије | 3       | 0      | —              | —              | —       | —      | —       | —      | 3       | 0      |
| Будућност Добановци       | 2018/19. | Прва лига Србије | 1       | 0      | —              | —              | —       | —      | —       | —      | 1       | 0      |
| Будућност Добановци       | Укупно   | Укупно           | 4       | 0      | —              | —              | —       | —      | —       | —      | 4       | 0      |
| Трајал                    | 2018/19. | Прва лига Србије | 4       | 0      | 1              | 0              | —       | —      | —       | —      | 5       | 0      |
| Златибор Чајетина         | 2019/20. | Прва лига Србије | 7       | 0      | 0              | 0              | —       | —      | —       | —      | 7       | 0      |
| Каријера                  | Каријера | Каријера         | 28      | 0      | 1              | 0              | —       | —      | —       | —      | 29      | 0      |